# Musepack
MusePack (mpp, mp+, mpc, MPEG+) — неліцензований формат файлу для зберігання аудіо, розповсюджуваний за GNU General Public License.
Якість кодування MPC на високих бітрейтах (160 Кбіт/с і вище) є помітно (якщо не значно) вищою за якість MP3. При кодуванні використовується інший психоакустичний алгоритм стиснення, у mpc не втрачаються частоти, які MP3-кодери ігнорують, оскільки на їх думку їх все одно не буде чути.
Основна особливість — точна настройка психоакустики, що дозволяє працювати з чистим VBR-кодуванням (кодування зі змінним бітрейтом). Основним завданням Musepack є прозорість звучання закодованої музики.
Кодек створений Андре Бушманом. Роботу над кодеком він почав 1998 року (тоді він називався MP+), оскільки не був задоволений тодішньою якістю кодування MP3. Алгоритм заснований на MP2 (MPEG-1 Layer 2) з 32-ма частотними смугами, але з істотними доопрацюваннями. Musepack орієнтований на отримання максимальної прозорості звучання. Формат не найкращий спосіб кодування на бітрейтах призначених для потокового відтворення (32/48/64 кбіт/с). Це пояснюється тим, що MPC є частотно-смуговим (subband) кодеком, а також тим, що оптимізації мало торкнулися низьких бітрейтів. Тим не менш, у багатьох тестах на 128 кбіт/с MPC демонструє якість не гіршу, ніж AAC і Vorbis.